# ボルジ・ブ・アレリジ
ボルジ・ブ・アレリジ (アラビア語: برج بوعريريج)はアルジェリアのボルジ・ブ・アレリジ県の県都。
2008年の人口は約15.9万人。
カビリエ山脈南部のホドナー・マシフに近い。
標高は916m。
農業と林業が中心である。
セティフは70km東、ブイラは115km北西に有る。
CA Bordj Bou Arreridj(CABBA)は国内の一軍で戦っている。
本拠地はMohamed Belouizdadの1955年8月20日競技場である。
| 年   | 人口                        |
| ---- | --------------------------- |
| 1901 | 7,400                       |
| 1948 | 21,900                      |
| 1954 | 24,000                      |
| 1966 | 33,800                      |
| 1977 | 54,500 (町) 65,000 (自治体) |
| 1987 | 84,300                      |
| 1998 | 129,000                     |
| 2008 | 168,346                     |